# Кибол
Ки́бол — село в Суздальском районе Владимирской области России, входит в состав Селецкого сельского поселения.

## География
Село расположено на северо-западе Суздальского (Владимиро-Юрьевского) Ополья, в 3 км от Суздаля, на реке Каменка (приток Нерли). От города к нему ведёт вдоль берега реки асфальтовая дорога (дата ввода в эксплуатацию — август 2013 года).

## История
По «Царской жалованной грамоте Суздальскому епископу Варлааму 1578 года» село Кибол значилось вотчиной Суздальского архиерейского дома. 
В конце XIX — начале XX века село входило в состав Яневской волости Суздальского уезда, с 1924 года — в составе Суздальской волости Владимирского уезда. В 1859 году в селе числилось 59 дворов, в 1905 году — 93 двора, в 1926 году — 132 хозяйства.
С 1929 года село являлась центром Кибольского сельсовета Суздальского района, с 1940 года — в составе Яневского сельсовета, с 1969 года — в составе Гавриловского сельсовета, с 2005 года — в составе Селецкого сельского поселения.

## Население
| 1859 | 1905 | 1926 |
| ---- | ---- | ---- |
| 453  | 563  | 698  |

| 1859 | 1905 | 1926 | 2002 | 2010 | 2021 |
| ---- | ---- | ---- | ---- | ---- | ---- |
| 453  | ↗563 | ↗698 | ↘6   | ↗8   | ↗28  |

## Достопримечательности
Памятники архитектуры
- Церковь Николая Чудотворца (1750). Сильно разрушена.
- Церковь Флора и Лавра (1803). Бесхозная, без кровель, общее состояние аварийное.

Представляет собой большой, по сельским меркам, трёхчастный храм с колокольней. Основной объём с тремя ярусами окон бесстолпный, перекрыт сомкнутым сводом со световым барабаном, имеет вытянутые вверх пропорции. Венчает его пятиглавие. Кладка фасадов интересно декорирована. Апсида пятигранная. Трапезная небольшая, с двумя окнами с каждой стороны. Колокольня имеет минимум украшений и пристроена явно позднее. Имелись фресковые росписи.
Памятники археологии
На окраине села по берегу реки расположен целый ряд древних археологических памятников:
- селище дьяковского типа II века до н. э. — VI века н. э.;
- два мерянских селища VII — X веков;
- два древнерусских селища X — XIII веков[11].

Исследованиями культурного слоя села занимаются сотрудники Института археологии Российской Академии наук, продолжающие археологические раскопки уже не один год.
В селе Кибол под Суздалем древнейший культурный слой относится к X веку. В ямах в раскопе собрана лепная керамика конца X века.